# حوت أزرق قزم
الحوت الأزرق القزم (الاسم العلمي: Balaenoptera musculus brevicauda) هو سلالة من سلالات الحوت الأزرق، يوجد في المحيط الهندي وجنوب المحيط الهادئ.
يبلغ طول الحوت الأزرق القزم 24 متراً (79 قدماً) فهو أصغر من السلالات الأخرى المعترف بها من الحيتان الزرقاء، ولذلك سمي بهذا الاسم.

## المصدر
- حوت أزرق قزم